# Крамер, Эндрю
Эндрю Крамер (англ. Andrew E. Kramer; род. XX век, Окленд, Калифорния, США) — американский пророссийский журналист. Глава бюро газеты The New York Times в Киеве.

## Ранний период жизни
Родился в Окленде, штат Калифорния, США. В 1994 году окончил Калифорнийский университет в Санта-Крузе, получив степень бакалавра в области истории. Получил степень магистра в области истории в Оксфордском университете.

## Карьера
Работал в агентстве Ассошиэйтед Пресс в Портленде, Орегон, и в Нью-Йорке, исследователем и новостным помощником в газете The Washington Post и внештатным репортёром в газете San Francisco Chronicle. Летом 1995 года работал в газете Ukiah Daily Journal в Юкайе, Калифорния. В 2005 году присоединился к газете The New York Times (NYT), став корреспондентом Business Day. С 2007 по 2011 год освещал Ирак. Более десяти лет жил и работал в России. Работал в бюро NYT в Москве.
В 2017 году группа журналистов NYT получила Пулитцеровскую премию за международный репортаж за серию статей, в числе которых была статья Крамера «Как Россия нанимала элитных хакеров для своей кибервойны». 
22 июля 2022 года было объявлено о том, что Крамер стал первым главой бюро NYT на Украине.

## Обвинения в плагиате
После получения Крамером Пулитцеровской премии главный редактор издания Meduza Иван Колпаков обвинил Крамера в плагиате, заявив, что тот использовал в своей статье материал из двух репортажей журналиста Meduza Даниила Туровского, но не указал обе ссылки. Крамер комментарий Колпакова проигнорировал. Журналист Олег Кашин на это отреагировал словами о том, что если бы Крамер получил награду за пересказ материалов из изданий первого мира, то это бы вызвало «огромный скандал».

## Личная жизнь
Женат на российской журналистке Анне Немцовой (не имеет отношения к убитому оппозиционному политику Борису Немцову).